# Лоне
Лоне (фр. Lonay) — громада  в Швейцарії в кантоні Во, округ Морж.

## Географія
Громада розташована на відстані близько 85 км на південний захід від Берна, 9 км на захід від Лозанни.
Лоне має площу 3,7 км², з яких на 32,3% дозволяється будівництво (житлове та будівництво доріг), 59,6% використовуються в сільськогосподарських цілях, 7,5% зайнято лісами, 0,5% не є продуктивними (річки, льодовики або гори).

## Демографія
2019 року в громаді мешкало 2669 осіб (+8,5% порівняно з 2010 роком), іноземців було 21,8%. Густота населення становила 717 осіб/км².
За віковим діапазоном населення розподілялося таким чином: 21,5% — особи молодші 20 років, 58,1% — особи у віці 20—64 років, 20,4% — особи у віці 65 років та старші. Було 1114 помешкань (у середньому 2,4 особи в помешканні).
Із загальної кількості 1815 працюючих 65 було зайнятих в первинному секторі, 435 — в обробній промисловості, 1315 — в галузі послуг.